# Mikrobiota
Mikrobiota je niz mikroorganizama koji mogu biti komenzalni, mutualistički ili patogeni, koji se nalaze u i na svim višećelijskim organizmima, uključujući biljke. Mikrobiota uključuje bakterije, arheje, protiste, gljive i viruse, i utvrđeno je da je ključna za imunološku, hormonsku i metaboličku homeostazu njihovog domaćina.
Termin mikrobiom opisuje bilo kolektivne genome mikroba koji borave u ekološkoj niši ili same mikrobe.
Mikrobiom i domaćin pojavili su se tokom evolucije kao sinergistička jedinica iz epigenetike i genetskih karakteristika, koji se ponekad zajednički nazivaju holobiont. Prisustvo mikrobiote u crevima čoveka i drugih metazoa je ključno za razumevanje koevolucije između metazoa i bakterija. Mikrobiota igra ključnu ulogu u imunološkim i metaboličkim odgovorima creva preko njihovog proizvoda fermentacije (kratkolančane masne kiseline), acetata.